# 黑竹緣蝽
黑竹緣蝽（学名：Notobitus meleagris），又名竹緣蝽象，为緣蝽科蛛緣蝽屬下的一个种。